# Мадона дел Паско (Кунео)
Мадона дел Паско је насеље у Италији у округу Кунео, региону Пијемонт.
Према процени из 2011. у насељу је живело 149 становника. Насеље се налази на надморској висини од 544 м.